# Mikel Arteta
Mikel Amatriain Arteta, född 26 mars 1982 i San Sebastián i Guipúzcoa, är en spansk före detta fotbollsspelare och nuvarande huvudtränare för Arsenal i Premier League. Han var dessförinnan assisterande tränare i Manchester City.

## Klubbkarriär

### Tidig karriär
Arteta började sin fotbollskarriär i klubben Antiguoko i den baskiska staden San Sebastian, där han ofta spelade med mittfältaren och vännen Xabi Alonso.
Mikel Arteta fick sitt första professionella kontrakt som femtonåring, då han skrev på för FC Barcelona B. Han lyckades dock inte landa en plats i A-laget, utan lånades istället ut till franska förstadivisionsklubben PSG.
När lånekontraktet med PSG hade löpt ut såldes Arteta till skotska storlaget Rangers för sex miljoner £. Här stannade han i två säsonger, och vann Skotska Premier League 2003, Skotska cupen och Skotska ligacupen med klubben. Arteta hade en framgångsrik första säsong med Rangers, och etablerade sig snabbt som både spelordinarie och publikfavorit. Emellertid kom skadeproblem och ojämna spelprestationer att skugga hans följande säsong med klubben, och år 2004 fick han återigen flytta vidare, denna gång till Real Sociedad som ersättare för Xabi Alonso. Han lyckades dock inte med att etablera sig i det spanska laget, och spelade bara en säsong med klubben innan han lånades ut till det engelska Premier League-laget Everton.

### Everton
I januari 2005 anlände Mikel Arteta till Everton, på ett lånekontrakt som eventuellt kunde leda till en permanent flytt. Han gjorde sitt första mål för klubben i 4–0-segern över Crystal Palace, och han hjälpte också Everton att kvalificera till Champions League. Den 15 juli 2005 tecknade Arteta ett femårigt kontrakt med Everton, värt £ två miljoner.
Säsongen 2005/06 blev framgångsrik för Arteta, då han förutom att inta en ordinarie plats i laget också blev belönad med Evertons Player of the Season Award (framröstad av supportrarna), såväl som Player’s Player of the Season Award (framröstad av lagkamraterna). Hans goda form fortsatte in i nästa säsong då han fick motta Player of the Season Award för andra året i rad.
Den 29 juni 2007 förnyade Arteta sitt kontrakt över fem säsonger. Den 25 oktober samma år spelade han sin 100:e match för Everton, i 3–1-segern över Larissa i UEFA Cup-gruppspelet. Tre dagar senare gjorde Arteta sitt första mål för säsongen mot Derby County (en match som slutade 2–0 för Everton) och den 8 november kom hans andra mål, denna gång genom straff under en match mot tyska Nürnberg. Den 31 augusti 2011 skrev han på för den engelska klubben Arsenal efter att han lämnat in en begäran att få flytta om ett bud kom in. Han ville gärna gå till Arsenal så han valde att sänka sin lön för att komma till Londonklubben och kunna spela i Champions League och utmana i toppen av ligan.

### Arsenal

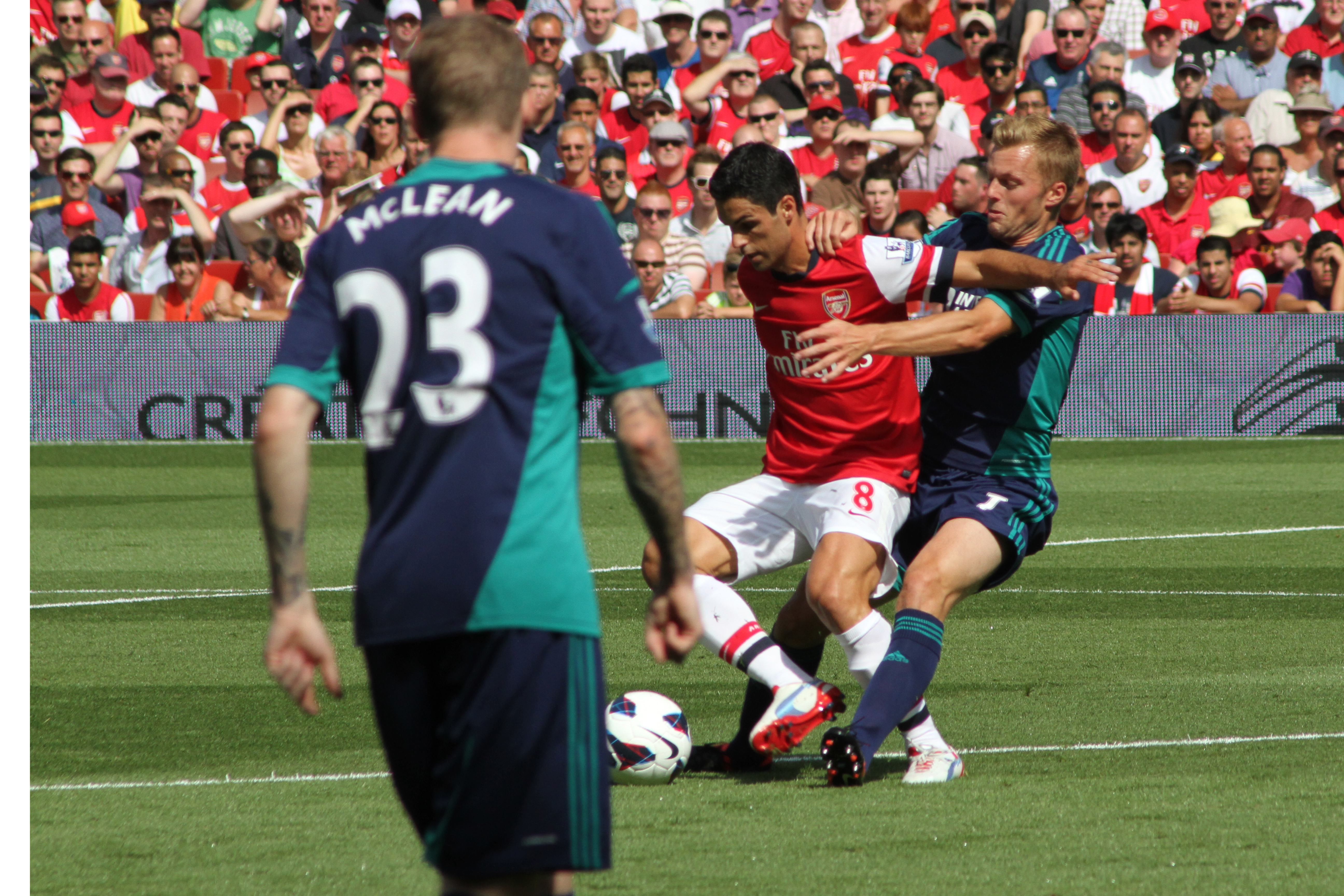
Arteta i kamp mot Sebastian Larsson, 18 augusti 2012

Arteta skrev ett fyra år långt kontrakt med Arsenal den 31 augusti 2011 för ca £10 miljoner. Han fick nummer 8 på tröjan som Samir Nasri hade haft tidigare. Arteta debuterade den 10 september i en 1–0-hemmaseger mot Swansea City. Hans första Premier League-mål för Arsenal kom mot Blackburn Rovers i en 4–3-förlust på bortaplan. I tredje omgången av FA-cupen fick Arteta chansen för första gången att vara lagkapten för Arsenal som ledde till en seger över Leeds United.
Arteta stukade fotleden i 2–1-förlusten mot Wigan Athletic den 16 april vilket ledde till att han fick sitta på bänken resten av säsongen. Han gjorde en stark första säsong för Arsenal och röstades fram som den femte bäste spelaren för säsongen av Arsenalfansen.
Mikel Arteta kom att spela totalt 149 matcher för Arsenal åren 2011–2016 och var med om att vinna FA-cupen både 2013/2014 och 2014/2015, och FA Community Shield åren 2014 och 2015.

## Tränarkarriär
År 2016 tog Arteta jobbet som assisterande tränare till Pep Guardiola i Manchester City och stannade där till 2019 – tre år då City tog fem titlar: Premier League (2017/2018, 2018/2019), FA-cupen (2018/2019), Ligacupen (2017/2018, 2018/2019).
I december 2019 blev han anställd som huvudtränare i Arsenal, som våren 2020 tog hem FA-cupen och i säsongsupptakten hösten 2020 vann FA Community Shield 2020.
Den 12 september 2024 förlängdes Artetas kontrakt till sommaren 2027.

### Coronavirus
Sent på torsdagskvällen 12 mars 2020 meddelade Arsenal att Mikel Arteta har testats positivt för Covid-19 och att hela A-truppen måste isoleras, vilket markerade början till den nedstängning av Premier League som varade till 17 juni. Arteta själv friskförklarades i slutet av mars.

## Karriärstatistik

### Klubb
- Mikel Arteta på Soccerbase 31 januari 2023.[14]

| Klubb                  | Säsong                 | Liga                    | Liga    | Liga | Cup1    | Cup1 | Europa  | Europa | Totalt  | Totalt |
| Klubb                  | Säsong                 | Liga                    | Matcher | Mål  | Matcher | Mål  | Matcher | Mål    | Matcher | Mål    |
| ---------------------- | ---------------------- | ----------------------- | ------- | ---- | ------- | ---- | ------- | ------ | ------- | ------ |
| Barcelona B            | 1999–2000              | Segunda División B      | 26      | 1    | —       | —    | —       | —      | 26      | 1      |
| Barcelona B            | 2000–01                | Segunda División B      | 16      | 2    | —       | —    | —       | —      | 16      | 2      |
| Barcelona B            | Totalt                 | Totalt                  | 42      | 3    | —       | —    | —       | —      | 42      | 3      |
| Paris Saint-Germain    | 2000–01                | French Division 1       | 6       | 1    | 1       | 0    | 4       | 0      | 11      | 1      |
| Paris Saint-Germain    | 2001–02                | French Division 1       | 25      | 1    | 7       | 2    | 10      | 1      | 42      | 4      |
| Paris Saint-Germain    | Totalt                 | Totalt                  | 31      | 2    | 8       | 2    | 14      | 1      | 53      | 5      |
| Rangers                | 2002–03                | Scottish Premier League | 27      | 4    | 7       | 1    | 1       | 0      | 35      | 5      |
| Rangers                | 2003–04                | Scottish Premier League | 23      | 8    | 4       | 0    | 6       | 1      | 33      | 9      |
| Rangers                | Totalt                 | Totalt                  | 50      | 12   | 11      | 1    | 7       | 1      | 68      | 14     |
| Real Sociedad          | 2004–05                | La Liga                 | 15      | 1    | 2       | 0    | —       | —      | 17      | 1      |
| Everton                | 2004–05                | Premier League          | 12      | 1    | 1       | 0    | —       | —      | 13      | 1      |
| Everton                | 2005–06                | Premier League          | 29      | 1    | 5       | 1    | 3       | 1      | 37      | 3      |
| Everton                | 2006–07                | Premier League          | 35      | 9    | 4       | 0    | —       | —      | 39      | 9      |
| Everton                | 2007–08                | Premier League          | 28      | 1    | 2       | 0    | 7       | 3      | 37      | 4      |
| Everton                | 2008–09                | Premier League          | 26      | 6    | 3       | 1    | 2       | 0      | 31      | 7      |
| Everton                | 2009–10                | Premier League          | 13      | 6    | 1       | 0    | 2       | 0      | 16      | 6      |
| Everton                | 2010–11                | Premier League          | 29      | 3    | 4       | 0    | —       | —      | 33      | 3      |
| Everton                | 2011–12                | Premier League          | 2       | 1    | 1       | 1    | —       | —      | 3       | 2      |
| Everton                | Totalt                 | Totalt                  | 174     | 28   | 21      | 3    | 14      | 4      | 209     | 35     |
| Arsenal                | 2011–12                | Premier League          | 29      | 6    | 3       | 0    | 6       | 0      | 38      | 6      |
| Arsenal                | 2012–13                | Premier League          | 34      | 6    | 2       | 0    | 7       | 0      | 43      | 6      |
| Arsenal                | 2013–14                | Premier League          | 31      | 2    | 6       | 1    | 6       | 0      | 43      | 3      |
| Arsenal                | 2014–15                | Premier League          | 7       | 0    | 1       | 0    | 4       | 1      | 12      | 1      |
| Arsenal                | 2015–16                | Premier League          | 9       | 0    | 4       | 0    | 1       | 0      | 14      | 0      |
| Arsenal                | Totalt                 | Totalt                  | 110     | 14   | 16      | 1    | 24      | 1      | 150     | 16     |
| Totalt under karriären | Totalt under karriären | Totalt under karriären  | 422     | 60   | 58      | 7    | 59      | 7      | 539     | 74     |

1  Inkluderar Franska Cupen, Franska Ligacupen, Skotska Cupen, Skotska Ligacupen, FA-Cupen och Engelska Ligacupen 

### Statistik som tränare
| Lag        | Från             | Till       | Rekord | Rekord | Rekord | Rekord | Rekord  | Ref.   |
| Lag        | Från             | Till       | SM     | V      | O      | F      | Vinst % | Ref.   |
| ---------- | ---------------- | ---------- | ------ | ------ | ------ | ------ | ------- | ------ |
| Arsenal    | 20 december 2019 | Nu         | 168    | 98     | 26     | 44     | 58,33   | [ 15 ] |
| Sammanlagt | Sammanlagt       | Sammanlagt | 168    | 98     | 26     | 44     | 58,33   |        |

## Meriter

### Som spelare

#### Arsenal
- FA-cupen: 2013/2014, 2014/2015
- Community Shield: 2014, 2015

### Som tränare

#### Arsenal
- FA-cupen: 2019/2020[16][17]
- Community Shield: 2020[18], 2023[19]

Individuellt
- Premier League – Månadens tränare: september 2021[20], mars 2022, november/december 2022.[21]